# Masayuki Omori
Masayuki Omori (Saitama, 9 november 1976) is een voormalig Japans voetballer.

## Carrière
Masayuki Omori speelde tussen 1995 en 2008 voor Sanfrecce Hiroshima, Sagan Tosu en Nagoya Grampus.